# 拉納拉站 (都柏林)
拉納拉站（英語：Ranelagh，/ˈrænələ/，RAN-ə-lə，當地 /ˈrɛn-/，REN-）是一個位於愛爾蘭都柏林的都柏林轻轨站，在2004年通車，服務地區為拉納拉和拉思邁因斯。都柏林公車路線11、18、44、44B和61均能到達此站。
都柏林輕軌綠線重新使用1958年關閉的哈考特街線規劃，然而該路線亦沒有車站在此，最近的車站則是南面的拉納拉和拉思邁因斯站，即現今的比奇伍德站。
拉納拉站是少數設有兩層車站大樓的都柏林輕軌車站之一，位於拉納拉路，設有升降機，車站部份地方出租為零售業務和餐廳。